# Средняя Ахтуба
Сре́дняя А́хтуба — посёлок городского типа (рабочий посёлок) в Волгоградской области России. Административный центр Среднеахтубинского района. Образует городское поселение рабочий посёлок Средняя Ахтуба.
Население — 14 293 чел. (2024). Малая родина Героя Советского Союза П. М. Григорьева.

## География
Посёлок расположен у границы Волго-Ахтубинской поймы и полупустынных областей Прикаспийской низменности, на левом берегу реки Ахтуба, на высоте 18 метров выше уровня мирового океана.
Почвенный покров комплексный: распространены солонцы (автоморфные) бурые и каштановые солонцеватые и солончаковые почвы, в Волго-Ахтубинской пойме — пойменные луговые почвы.

### Климат
Климат резко-континентальный, засушливый (согласно классификации климатов Кёппена-Гейгера — Dfa). Среднегодовая температура воздуха положительная и составляет + 10,1 °C, средняя температура самого холодного месяца января — 5,1 °C, самого жаркого месяца июля + 25,9 °C. Расчётная многолетняя норма осадков — 385 мм. Наименьшее количество осадков выпадает и самый засушливый месяц — Август с осадками 24 mm. Наибольшее количество осадков выпадает в Май в среднем 41 mm и декабре 39 mm.

## История
Населённый пункт основан в 1758 году поручиком артиллеристом из Царицына (впоследствии царицынским комендантом и полковником) Иваном Еремеевичем Цыплетевым (1726—1797). В местном же фольклоре основателем считается Степан Тимофеевич Разин, который якобы 29 мая 1668 года и основал посёлок и которому поставлен памятник в 2009 году в центре посёлка.
Первопоселенцами были бродяги, беглые и ссыльные, которые по воззванию начальства определялись для обработки шёлка на казённый шелковичный завод, построенный ещё при Петре Великом в 1720 году. В 1773 году по распоряжению правительства из внутренних губерний сюда были переведены казённые крестьяне, для поддержания и усиления шелковичного промысла. В 1775 году появляется первая часовня. В 1795 году построен православный Покровский храм
В 1859 году в селе Среднем (Средне-Ахтубинское, Средний городок, Нижнее) Царевского уезда Астраханской губернии насчитывалось 815 дворов, имелась одна православная церковь, проживало 2916 душ мужского и 3037 женского пола. Село являлось одним из крупнейших на Ахтубе. В 1914 году здесь имелось 2 церкви, 2 школы, амбулатория, магазины, торговые лавки. Регулярно проводились ярмарки. Имелось 45 ветряных и три паровых мельницы. Согласно Памятной книжке Астраханской губернии на 1914 год в селе Среднеахтубинском проживало 8985 мужчин и 8623 женщины.
В 1928 году село Средне-Ахтубинское преобразовано в рабочий посёлок Средняя Ахтуба, в том же году образован Среднеахтубинский район в составе Нижневолжского края. В 1930 году организовано Среднеахтубинское потребительское общество. В 1931 году основан Среднеахтубинский консервный завод.
В 1968 году начато строительство птицефабрики «Волжская». В 1973 году введён в эксплуатацию керамзитный цех, в том же году открыт районный дом культуры «Юбилейный».

## Население
| 1859 | 1897 | 1904  | 1908  | 1914  | 1939 |
| ---- | ---- | ----- | ----- | ----- | ---- |
| 5953 | 9111 | 14693 | 17381 | 17608 | 6012 |

| 1959    | 1970    | 1974    | 1979    | 1989    | 2002    | 2009    | 2010    | 2012    |
| ------- | ------- | ------- | ------- | ------- | ------- | ------- | ------- | ------- |
| 9138    | ↗11 692 | ↘10 800 | ↗11 059 | ↗11 445 | ↗13 856 | ↗14 446 | ↘14 431 | ↘14 383 |
| 2013    | 2014    | 2015    | 2016    | 2017    | 2018    | 2019    | 2020    | 2021    |
| ↘14 322 | ↘14 265 | ↘14 228 | ↗14 364 | ↗14 477 | ↘14 467 | ↗14 531 | ↘14 374 | ↘14 241 |
| 2024    |         |         |         |         |         |         |         |         |
| ↗14 293 |         |         |         |         |         |         |         |         |

## Известные уроженцы, жители
- Григорьев, Павел Михайлович (1921—1978) — Герой Советского Союза.
- Здесь умер в госпитале и первоначально был захоронен в 1942 году Рубен Руис Ибаррури[34].

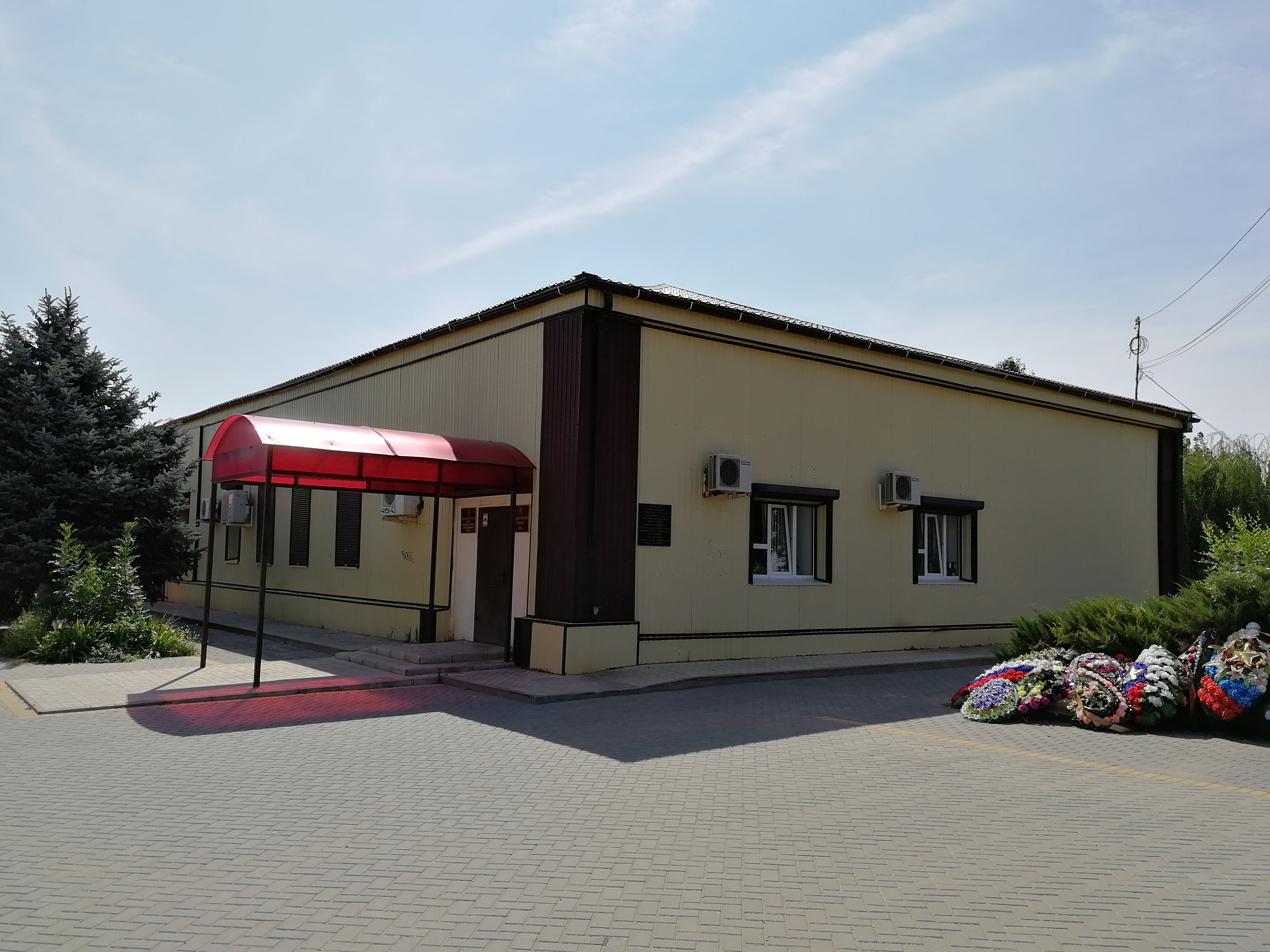
Дом в посёлке Средняя Ахтуба в котором скончался Рубен Ибаррури
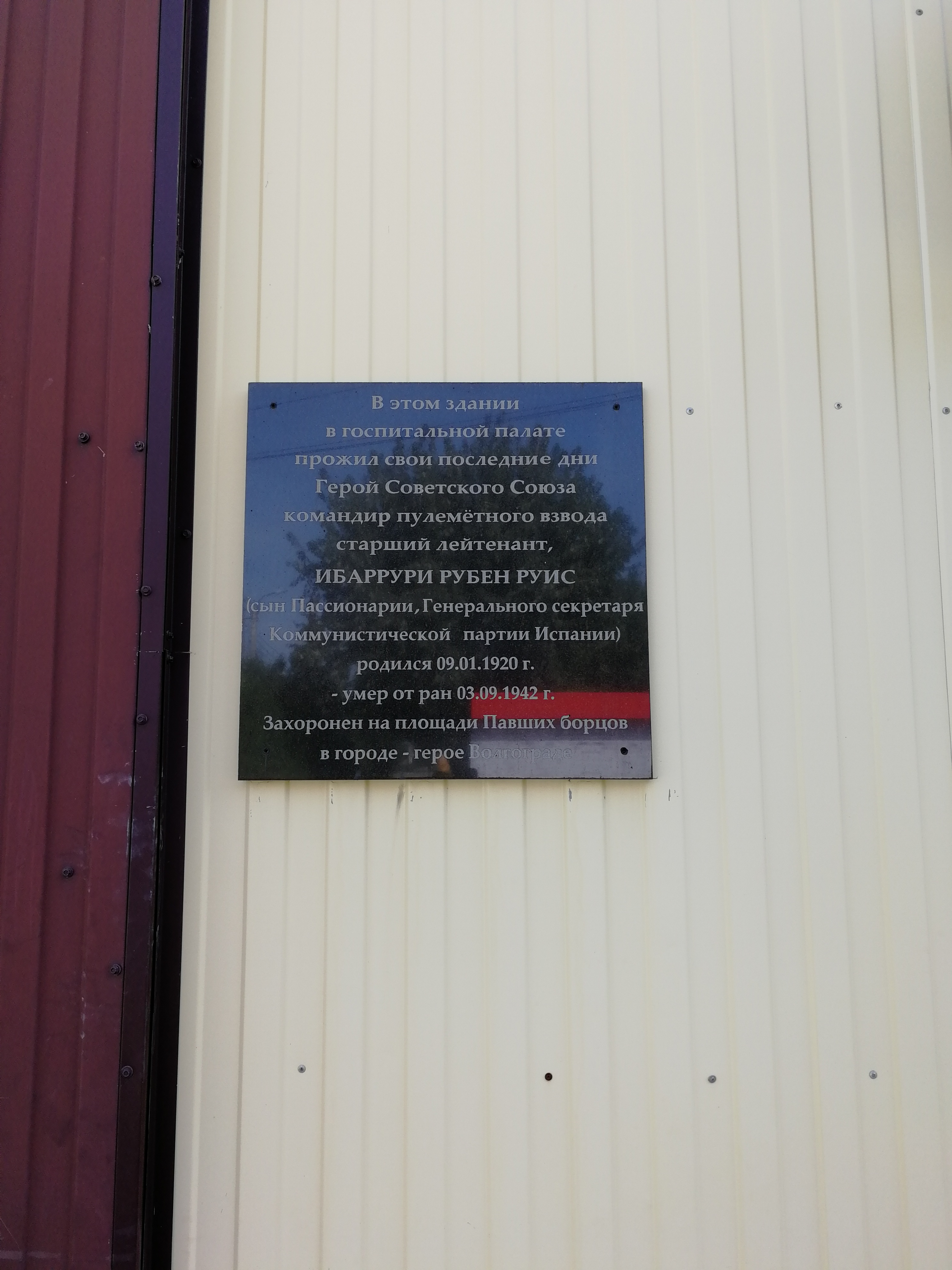
Памятная табличка на доме, в котором скончался Рубен Ибаррури
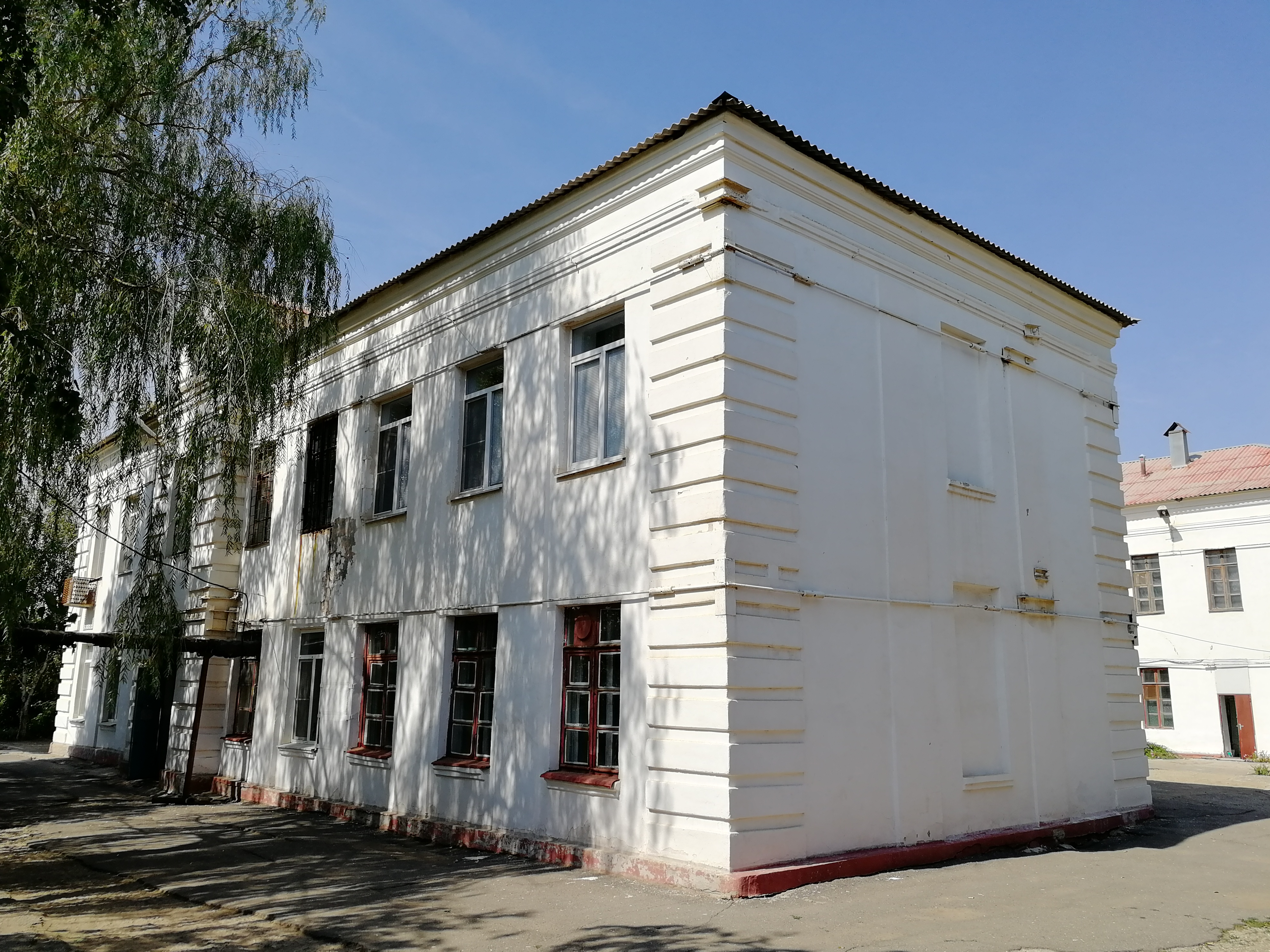
Школа №2 имени Ломоносова, в которой учился Павел Михайлович Григорьев
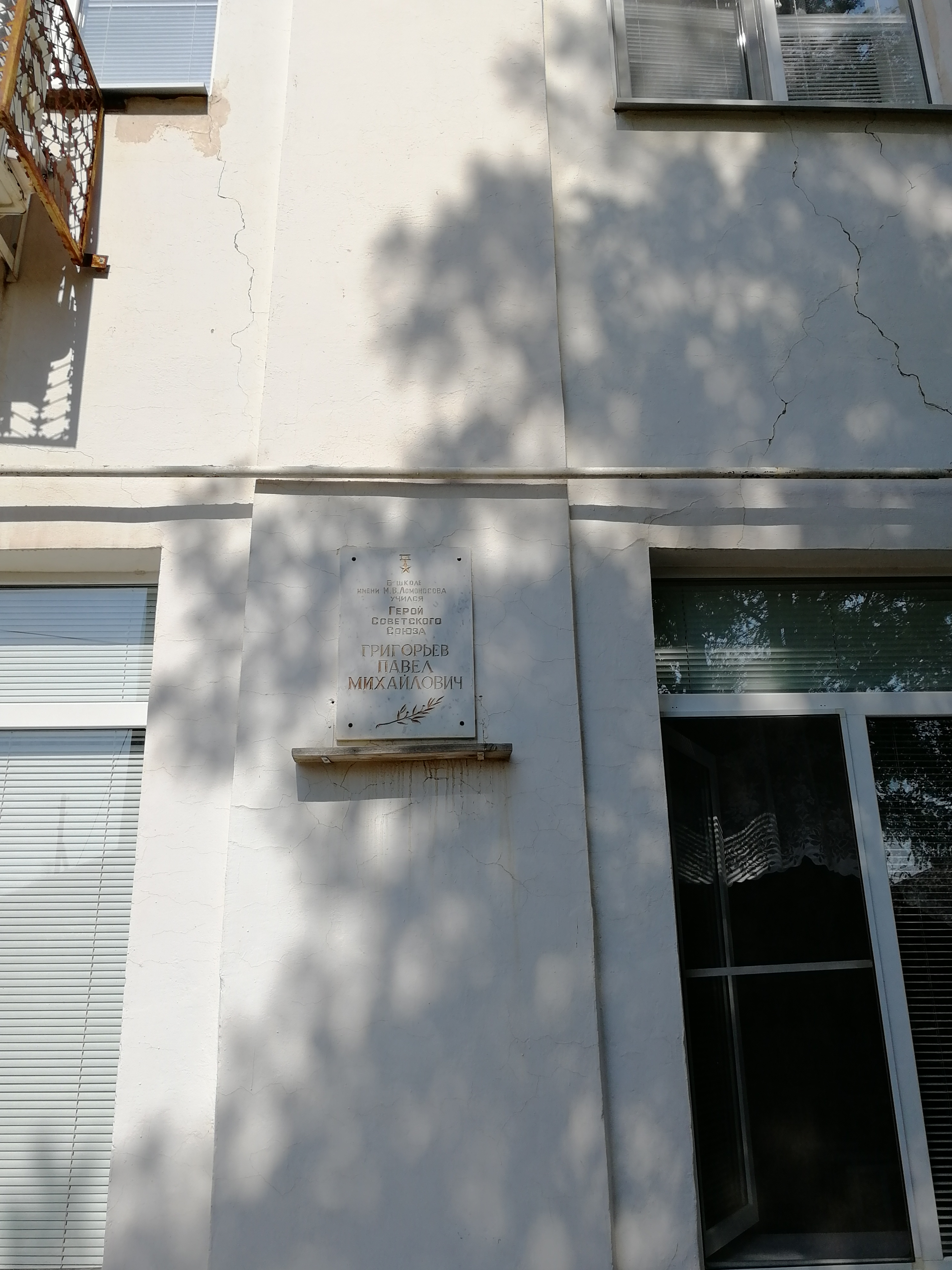
Памятная табличка на школе №2 в посёлке Средняя Ахтуба

## Местное самоуправление
Структуру органов местного самоуправления городского поселения р.п. Средняя Ахтуба составляют:
- глава городского поселения р.п. Средняя Ахтуба;
- Дума городского поселения р.п. Средняя Ахтуба;
- администрация городского поселения р.п. Средняя Ахтуба.

Глава городского поселения — Дюжев Александр Сергеевич.

## Экономика

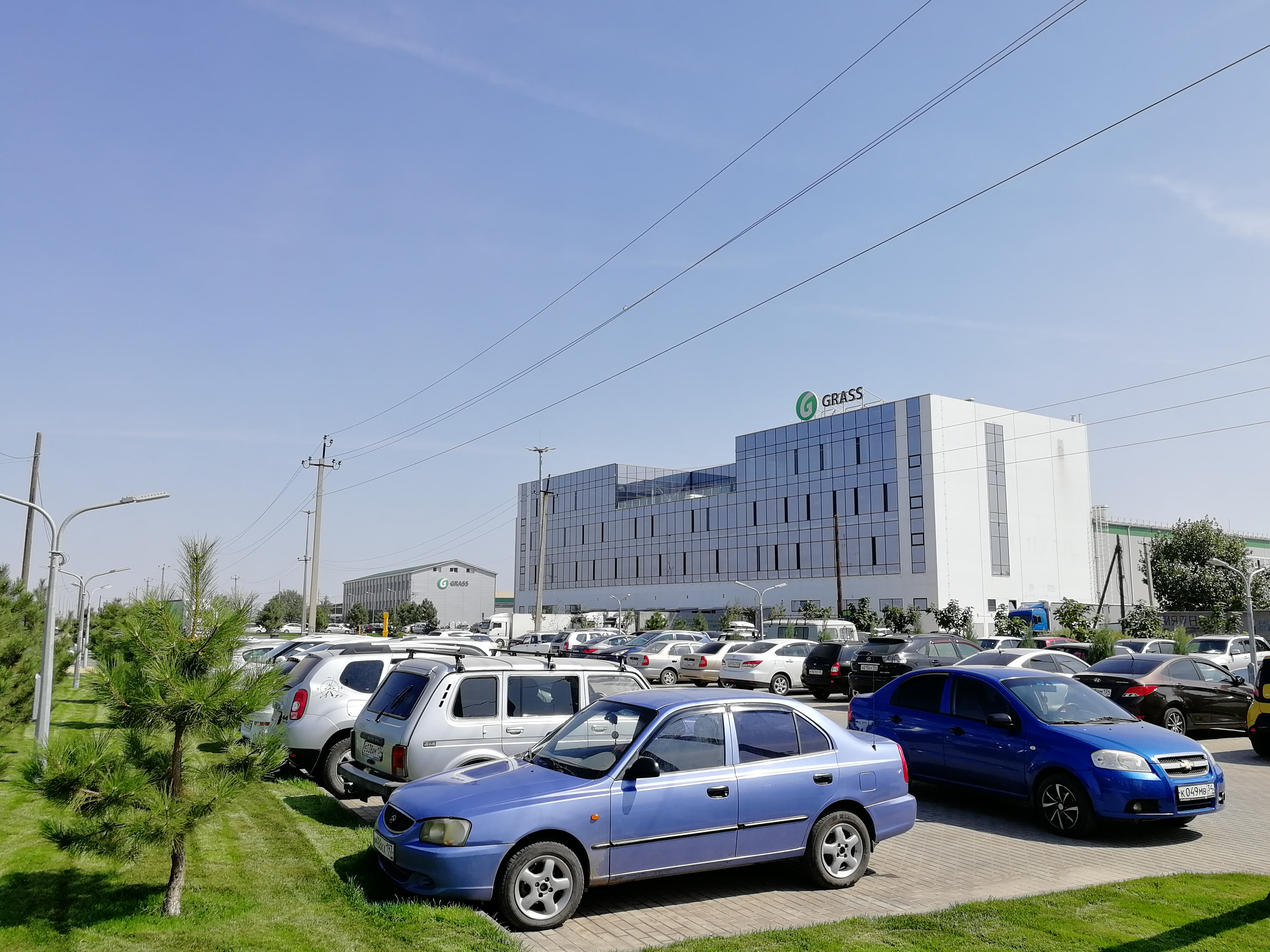
Производственный комплекс «ГРАССМАРТ»

В Средней Ахтубе расположено производство автомобильной химии ООО «ГРАССМАРТ».

## Образование
В населённом пункте есть три общеобразовательные школы и одна школа-интернат, ПУ 50, четыре детских сада, музыкальная школа, детско-юношеский центр.

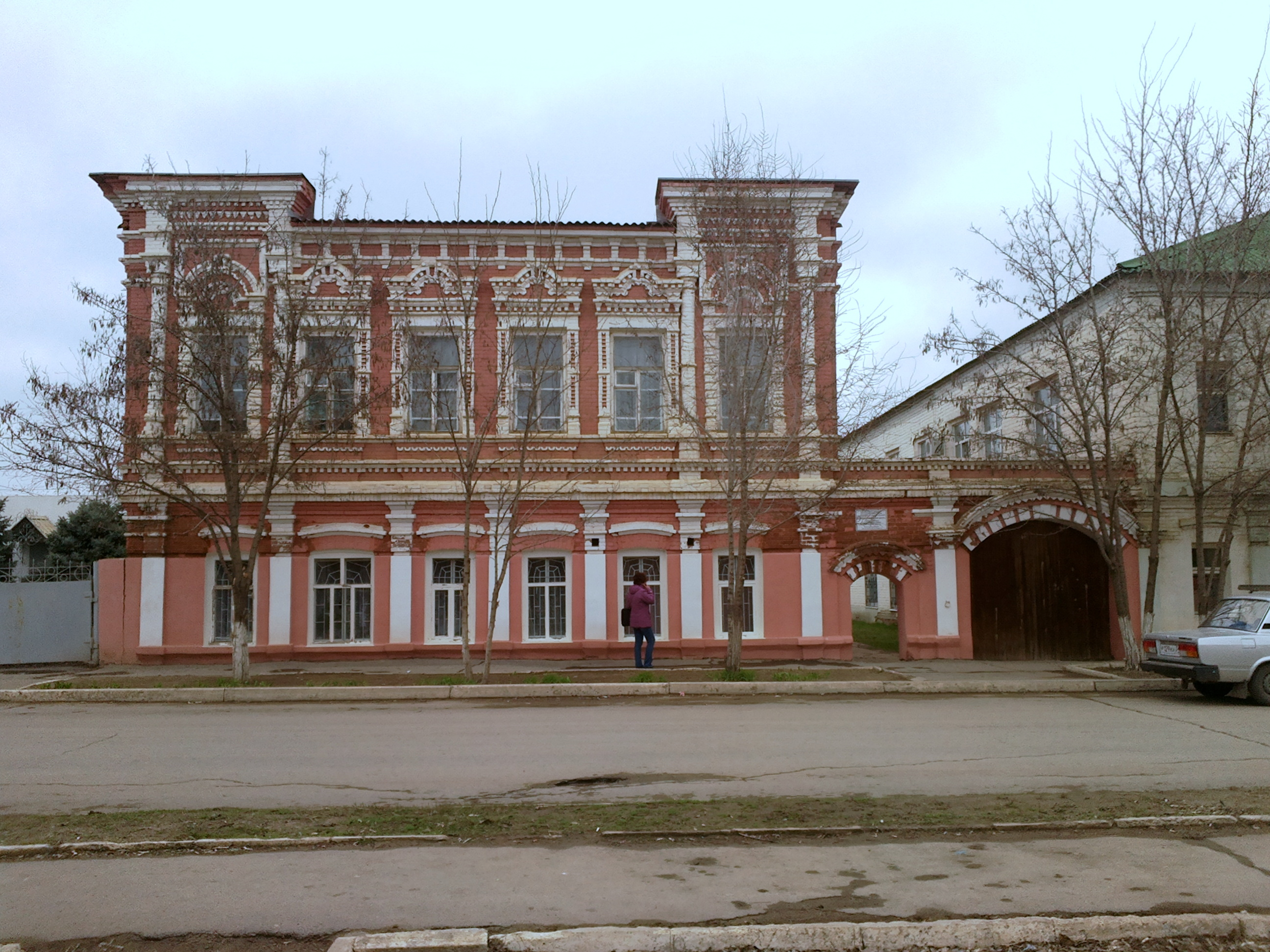
Детско-юношеский центр посёлка Средняя Ахтуба
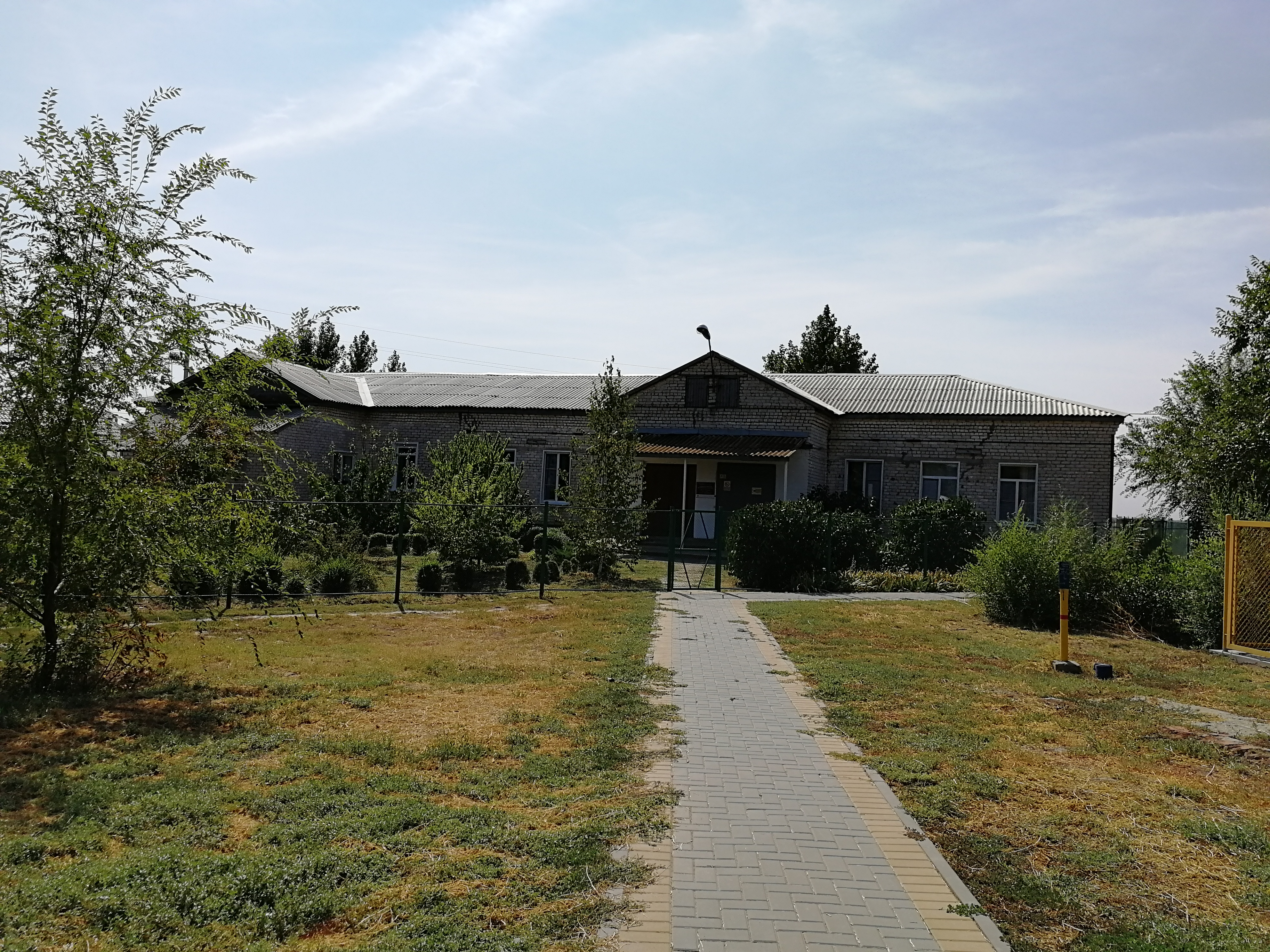
Музыкальная школа

## Средства массовой информации
В Средней Ахтубе печатается газета. Первый номер своей районной газеты среднеахтубинцы получили 5 июля 1931 года. Она называлась тогда «Колхозная Ахтуба». Газета вышла тиражом три тысячи экземпляров. Спустя годы газета была переименована в «Звезду». Редакция газеты всегда располагалась в одном и том же здании по ул. Ленина 43.

## Транспорт
Через посёлок проходит региональная автодорога Астрахань — Волжский — Энгельс — Самара.
По автомобильной дороге расстояние до областного центра города Волгограда составляет 31 км, до города Волжский — 14 км (до центра города).